# La Grande Porte
La Grande Porte (titre original : Gateway) est un roman de science-fiction de Frederik Pohl, publié en 1977. C'est le premier roman du Cycle de la Grande Porte.
L'ouvrage a remporté plusieurs prix de science-fiction, notamment le prix Nebula du meilleur roman 1977, le prix Hugo du meilleur roman 1978 et le prix Locus du meilleur roman de science-fiction 1978.
Sur un ton humoristique, le roman évoque la vie de Robinette Broadhead, un riche citoyen américain. Il consulte régulièrement Sigfrid von Shrink, son ordinateur-psychanalyste, qui l'aide à surmonter les traumatismes liés à son passé de prospecteur de la « Grande Porte ». Cet astéroïde abandonné depuis peut-être cinq cent mille ans par les mystérieux « Heechees », une race extraterrestre disparue, est un astroport qui permet d'explorer toute la galaxie à bord de petits vaisseaux aux destinations préprogrammées. Si les missions d'exploration intersidérales peuvent être l'occasion rêvée de faire fortune, elles comportent également de nombreux risques et beaucoup de prospecteurs n'en reviennent jamais. Le roman est le récit que fait Robinette (« Robin » / « Bob » / « Rob ») à Sigfrid von Shrink : sa jeunesse dans la pauvreté, son arrivée sur l’astroport, son histoire d'amour avec Klara, ses voyages cosmiques dont le dernier l'a rendu riche. 

## Présentation du roman

### Structure du roman
Composé de 31 chapitres, le roman est conçu comme une double narration qui alterne, de chapitre en chapitre, entre le présent et le passé du héros, Robinette Broadhead. 
Les chapitres successifs sont entrecoupés de pages de publicité, d'extraits de journaux, de petites annonces, de rapports de mission ou d'interviews de scientifiques spécialistes des Heechees décrivant divers aspects de l'univers de la « Grande Porte ». 
Le style de Frederik Pohl est alerte et souvent teinté d'humour.

### Situation dans l'œuvre
Les traducteurs de l'anglais vers le français sont C. Meistermann et L. Meistermann ; ils ne seront pas les traducteurs des romans suivants du cycle.

### Genre
L'univers de science-fiction de la « Grande Porte » est simplement esquissé, car Frederik Pohl privilégie le développement de la dimension psychologique des personnages et « socio-critique » de son univers. D'un point de vue formel, le monde de la « Grande Porte » fait appel à des éléments traditionnels de la science-fiction comme la construction de dômes protégés pour les plus fortunés, les voyages stellaires, les soins pour dépression administrés dans des cuves psychologiques et les progrès techniques accomplis par la médecine et la chirurgie. Les « mines alimentaires » où l'on extrait de l'huile de schiste pour subvenir aux besoins vitaux de la population semblent être en revanche une invention originale de l'auteur.
Sans être vraiment nouvelle, on peut également y trouver l'idée d'une technologie capable de franchir l'horizon évènementiel des trous noirs, une des clefs de cette série, et également l'idée de trous noirs énergétiques. La réflexion sur la conscience, via l'I.A. informatique entre autres, y est également centrale, et historiquement traçable.
Si Frederik Pohl met également à profit cet autre genre littéraire que sont les grands récits d'explorateurs comme Christophe Colomb ou les pionniers américains (tous deux expressément cités dans le roman), c'est surtout pour en décrire les peu reluisantes coulisses : la peur, le doute, la misère, l'omniprésence de la mort ou encore la cupidité qui poussent aux grands exploits.

## Personnages principaux
Les principaux personnages du roman sont :
- Robinette Stetley Broadhead (également appelé Robin, Bob ou Robbie) : héros du roman, environ 25 ans.
- Sigfrid von Shrink : nom donné par Robinette Broadhead à son robot-psychiatre.
- Gelle-Klara Moynlin : instructeur à la Grande Porte, grand amour de Robinette Broadhead, environ 25 ans.
- Dane Metchnikov : prospecteur russe homosexuel.
- Shikitei Bakin : cantonnier de la Grande Porte, originaire du Japon et amputé des deux jambes.
- Forehand : famille de prospecteurs qui cherchent fortune à la Grande Porte.
- Emma Fother : secrétaire de direction de la Corporation.
- Francesco Hereira : membre de la flotte brésilienne en orbite autour de la Grande Porte.
- Susie Hereira : membre de la flotte brésilienne, cousine de Francesco, flirt du héros.
- M. Hsien : directeur de la Grande Porte, originaire de Chine.
- Semya Lavorovna (également appelée « Essie ») : environ 25 ans, maîtresse new-yorkaise du héros, spécialisée en Intelligence Artificielle.
- Professeur Hegramet : universitaire et conférencier, spécialiste des Heechees.
- Sylvester Macklen (cité seulement) : découvreur historique de la Grande Porte.

## Résumé
Robinette Broadhead (« Robin’ », « Robbie » ou « Bob »), un riche citoyen américain qui vit à New York sous un dôme appelé la « Grosse Bulle », rend visite à Sigfrid von Shrink son robot-psychiatre. Il essaie de surmonter divers traumatismes liés à son enfance et à son passé de prospecteur sur un astéroïde dénommé la « Grande Porte ».
Robin’ avait commencé à travailler dans les mines alimentaires du Wyoming dès l'âge de douze ans et rêvait de devenir prospecteur. À 26 ans, il avait gagné à la loterie et s'était embarqué enfin pour la « Grande Porte », un astéroïde contenant un peu moins de mille vaisseaux construits par une race alien disparue depuis des centaines de milliers d'années, les « Heechees » (nom donné par les Humains). La Grande Porte est gérée par la « Corporation », une firme internationale, et surveillée par les forces militaires de différentes nations. La Grande Porte est le point de départ de missions d'exploration dont le but est à la fois la collecte de données scientifiques sur l'univers et la découverte d'artefacts heechees qui peuvent faire la célébrité et la fortune des équipages qui les rapportent.
En arrivant sur l'astéroïde, Robin découvre un monde confiné et stressant, doté d'un air vicié et nauséabond, avec des cellules d'habitation étroites et des tunnels sombres. 
Il apprend aussi qu'il existe une « Grande Porte II », découverte par l'un des vaisseaux d'exploration, et que trois types de vaisseaux stationnent sur le spatioport  : les vaisseaux « 1 » (une place), « 3 » (trois places) et « 5 » (cinq places). Certains sont blindés, d'autres pas. On ignore comment diriger ces vaisseaux et la quantité de carburant restant en soute. La seule chose qu'on a appris, c'est que chaque vaisseau comprend au poste de pilotage un système de coordonnées : une choix des coordonnées choisies, il suffit d'appuyer sur un bouton. Le vaisseau prend son envol, parcourt une distance stellaire de temps et de longueur inconnue, procède ensuite à un « retournement » suivi enfin d'un arrêt, souvent à proximité d'une étoile.  
Robin découvre au cours de sa formation que les missions d'exploration sont très dangereuses et que nombre d'explorateurs n'en sont jamais revenus. Tétanisé par la peur, il renonce provisoirement à toute prospection et décide de se faire embaucher comme jardinier par la Corporation. 
Un jour pourtant, surmontant sa peur, Robin décide de partir en mission avec Gelle-Klara Moynlin, sa compagne, et trois autres membres d'équipage homosexuels. La mission à bord d'un vaisseau « 5 » (cinq places) se solde par un échec (aucun artefact extraterrestre découvert), mais chaque membre de l'équipage reçoit une petite prime de la Corporation. Quelque temps plus tard, après une violente dispute avec Klara qui s'était éloignée peu à peu de lui, Robin solde tous ses comptes, dilapide son argent au casino de la Grande Porte et s'embarque pour une mission dans un vaisseau heechee « 1 » (une place). Au bout du voyage, il se retrouve devant l'autre astéroïde heechee, la Grande Porte II. Profondément déçu de n'avoir trouvé ni la fortune, ni la gloire, Robin tente de modifier au dernier moment la destination de son vaisseau mais il ne réussit qu'à l'endommager avant d'être recueilli par le personnel de la Grande Porte II. Lorsqu'il revient à la Grande Porte, Robin échappe aux lourdes sanctions financières prévues par la Corporation pour destruction de vaisseau heechee, car son aventure a permis de calculer une nouvelle trajectoire plus rapide entre les deux Portes. 
Encouragé par son ami Shikitei Bakin, Robin s'embarque avec Gelle-Klara pour une troisième mission richement dotée. Il s'agit d'une expérience scientifique conçue par la Corporation : programmer deux vaisseaux heechees blindés de taille « 5 » vers une même destination, les faire partir à 30 secondes d'intervalle et observer ce qui se passe. Les vaisseaux se retrouveront-ils dans la même zone stellaire, à quelques milliers de kilomètres l'un de l’autre ? La prime est d'un million de dollars par personne. Malheureusement, la mission se termine en catastrophe : les deux vaisseaux s'arrêtent à proximité d'un trou noir qui les attire inexorablement. Alors que l'équipage fait une dernière manœuvre désespérée pour tenter d'échapper au champ gravitationnel du trou noir, Robin, coincé dans une autre partie du vaisseau, ferme un sas de séparation et enclenche la mise à feu, croyant ainsi sauver la vie de ses coéquipiers. En fait c'est l'inverse qui se produit : son vaisseau réussit à échapper au trou noir tandis que celui contenant ses neuf compagnons est précipité dans le trou noir. Il ignore ce que sont devenus ses compagnons, en particulier Klara : sont-ils morts ? sont-ils prisonniers du trou noir ?
De retour à la Grande Porte, considéré comme un héros, il perçoit une prime de 10 millions de dollars (la sienne et celle de ses compagnons disparus), puis retourne sur Terre. Depuis, il mène une vie de luxe parmi les privilégiés new-yorkais et s'est mis en couple avec une scientifique rencontrée sur la Grande Porte, Essie. Toutefois sa conscience est minée par le sentiment d'avoir involontairement causé la mort de l'amour de sa vie : Gelle-Klara Moynlin. Cette culpabilité refoulée le pousse chaque semaine chez Sigfrid von Shrink, son robot-psychiatre, qui réussit finalement à lui faire accepter la mort de Klara.

## Heechees
Les connaissances des humains sur les Heechees sont extrêmement réduites. Comme dans Rendez-vous avec Rama d'Arthur C. Clarke, publié cinq ans plus tôt, c'est simplement à partir de leurs artefacts que les scientifiques essaient de comprendre le mode de pensée et la technologie des Heechees. Le système de navigation des vaisseaux heechees dotés d'une, trois ou cinq places, est très complexe et leur système de commande n'a jamais été percé à jour.
Les spéculations sur les Heechees vont bon train, que ce soit de la part des scientifiques ou dans l'opinion publique. Un artefact en cristal qui se déplie en éventail est rapidement baptisé « Éventail à prières » par la population, tandis que les anatomistes les plus éminents formulent des hypothèses sur la forme des fesses des Heechees en étudiant les sièges de leurs vaisseaux. D'autres spécialistes pensent que les Heechees mangeaient les matières carbonées qui se trouvent dans les comètes.

## Commentaires thématiques

### Un anti-héros?
L'histoire de Robinette Broadhead ressemble de prime abord à une véritable success story, celle d'un jeune mineur de fond qui réussit à faire fortune au péril de sa vie. Pourtant, à y regarder de plus près, Robinette a tout de l'anti-héros. Il semble lâche, indécis, pétrifié de peur à l'idée de tenter l'aventure, traître envers des amis comme Shikitei Bakin et violent envers son grand amour Klara. Ses réussites et ses exploits sont toujours le fruit du plus grand des hasards : à aucun moment du récit, il ne semble maîtriser quoi que ce soit dans sa propre vie. Pourtant, Frederik Pohl a réussi à en faire un personnage attachant et profondément humain, faisant le choix de mettre en avant ses faiblesses, ses doutes existentiels et la naïveté de ses espoirs.

### Loterie et Destinée humaine
La loterie, le jeu et le hasard jouent un rôle important tout au long du roman et la « Grande Porte » elle-même finit par ressembler à une vaste métaphore de la Grande Roue du Destin. Les prospecteurs jouent leur vie à chaque fois qu'ils prennent place à bord d'un vaisseau heechee pour une nouvelle mission dont personne ne connaît jamais ni la destination, ni les dangers. Les différents protagonistes semblent d'autant moins maîtriser leur destinée qu'ils affrontent à chaque instant l'inconnu et le hasard.

### Cynisme social
Frederik Pohl décrit un monde où la précarité économique et sociale pousse les individus à prendre des risques inconsidérés dans l'espoir d'un avenir meilleur. Beaucoup paient de leur vie. C'est également un monde où l'on doit parfois vendre ses organes pour survivre. Le monde économique présenté par Frederik Pohl est un monde où l'on troque la dignité humaine contre de vains espoirs de célébrité et de richesse. De ce point de vue, on retrouve dans ce roman tous les éléments typiques du phénomène de la « ruée vers l'or » transposés dans les étoiles.

### Satire de la psychanalyse
L'humour de Frederik Pohl se manifeste surtout dans les scènes entre le héros et son ordinateur-psychanalyste. L'auteur s'est d'ailleurs amusé à donner aux deux protagonistes des noms en relation l'un avec l'autre : Broadhead (en français « large tête ») s'oppose à Shrink (nom populaire donné couramment par les Américains à leur psy et signifiant « réducteur de tête »), dans la version germanisée de Sigfrid von Shrink qui rappelle les origines autrichiennes de la psychanalyse freudienne.
À une époque où la société américaine fait entrer la psychanalyse dans les mœurs, Frederik Pohl passe en revue tous les poncifs du genre : la signification cachée des rêves, la sexualité infantile, l'homosexualité refoulée, les symboles phalliques et vaginaux, les lapsus (« je m'abusais » au lieu de « je m'amusais »), la pulsion de mort, le complexe d'Œdipe, le voyeurisme psychanalytique (la lecture des dossiers confidentiels d'autres patients) et la vulgarisation des termes techniques de la psychanalyse.
Mais la psychanalyse de Robinette Broadhead culmine à des sommets d'humour lorsque le héros explique à sa machine-psychiatre que son goût inavoué pour les relations homosexuelles anales remonte à sa plus tendre enfance, une époque où le seul véritable signe d'affection que sa mère lui donnait était ce thermomètre rectal qu'elle utilisait pour prendre sa température quand il était malade.
Enfin, l'ironie de la thérapie de Robinette Broadhead réside dans le fait de devoir confier un vécu douloureux et des émotions fortes à une machine qui en est totalement dépourvue.

### Les trous noirs
Les romans du cycle évoquent les trous noirs et les paradoxes qui leur sont liés : énergie requise pour se libérer de l'attraction du trou noir, écoulement relativiste du temps, univers-île constitué par l'intérieur d'un trou noir (dans lequel se sont réfugiés les Heechees). L'interprétation romanesque des lois de la physique permet d'améliorer la perception de ces objets mystérieux. 

## Prix littéraires
Le roman de Frederik Pohl La Grande Porte a remporté plusieurs prix :
- Prix Nebula du meilleur roman 1977 ;
- Prix Hugo du meilleur roman 1978 ;
- Prix Locus du meilleur roman de science-fiction 1978 ;
- Prix John-Wood-Campbell Memorial du meilleur roman de science-fiction 1978 ;
- Prix Apollo 1979.

## Éditions françaises
- La Grande Porte, Calmann-Lévy, coll. « Dimensions SF » no 31, 1978  (ISBN 2-7021-0239-5) ;
- La Grande Porte, Le Livre de poche, coll. « science-fiction » no 7069, 1981  (ISBN 2-253-02785-5) ;
- La Grande Porte, J'ai lu, coll. « SF » no 1691, 1984  (ISBN 2-277-21691-7); rééditions en 1984, 1988, 1995 et 2008  (ISBN 978-2-277-21691-9) ;
- La Grande Porte, Pocket, coll. « science-fiction » no 5386, 1989  (ISBN 2-266-03513-4).

## Classique de la science-fiction
Ce roman est considéré comme un grand classique de la science-fiction dans les ouvrages de références suivants :
- Jacques Sadoul, Anthologie de la littérature de science-fiction, Ramsay, 1981 ;
- Enquête du Fanzine Carnage mondain auprès de ses lecteurs, 1989 ;
- Stan Barets, Le science-fictionnaire, Denoël, coll. « Présence du futur », 1994.

## Critiques spécialisées
Dans son Histoire de la science-fiction moderne, Jacques Sadoul déclare à propos de ce roman : « Fred Pohl signe avec ce roman, qui lui valut un Hugo l'année suivante, une de ses meilleures réussites où l'humour et la sensibilité le disputent à l'invention. ».

## Citations
Les numéros de page des citations suivantes font référence à l'édition J'ai Lu (1984) citée en bibliographie.
- « Toutes les émissions de télévision ont des publicités pour nous gonfler le moral en nous disant combien notre travail est important, combien le monde entier compte sur nous pour se nourrir. », chap. 2, p. 19 ;

- « Sigfrid est très intelligent si l'on pense à l'étendue de sa bêtise. », chap. 3, p. 22 ;

- « Je déteste l'idée d'être tué. Je déteste même l'idée de la mort qui viendra un jour : ne plus être vivant, voir tout s'arrêter, savoir que tous les autres gens continueront à vivre, à s'envoyer en l'air et à s'en payer une tranche sans que je sois là pour prendre ma part. », chap. 6, p. 34 ;

- « C'est curieux la frousse. Je ne l'éprouvais pas. Je savais qu'elle était la seule raison qui me poussait à rester, mais je n'avais pas l'impression d'avoir peur, seulement d'être raisonnablement prudent.  », chap. 12, p. 115 ;

- « C'est le genre de bagarre entre homme et femme que j'essaie aussi souvent que possible d'attribuer à une tension prémenstruelle. », chap. 20, p. 184 ;

- « Les sociétés malades rejettent les aventuriers comme des pépins de raisin. Les pépins de raisin n'ont pas tellement droit à la parole. Je suppose qu'il en allait de même avec les marins de Colomb ou les pionniers qui conduisaient leurs chariots  bâchés à travers les territoires comanches ; ils devaient avoir une frousse terrible, comme moi, mais ils n'avaient pas tellement le choix. », chap. 22, p. 233 ;

- « Freud a dit que tout garçon qui est persuadé d'avoir été le favori de sa mère ne peut devenir névrotique. », chap. 25, p. 260 ;

- « La culpabilité ? C'est une chose pénible ; mais parce qu'elle est pénible, elle est modificatrice de comportement.  », chap. 31, p. 317.

## Adaptations
L'univers de la « Grande Porte » a été adapté aux États-Unis dans le domaine des jeux vidéo :
- (en) Frederik Pohl's Gateway, Legend Entertainment, 1992 ;
- (en) Gateway 2 : Homeworld, Legend Entertainment, 1993.

Le premier de ces deux jeux vidéo sous DOS est téléchargeable gratuitement à partir du site : Home of the Underdogs